# Хороший хлопчик (фільм)
«Хороший хлопчик» — Білл і Кейт подружня пара, яка прожила разом не один рік і виховала чудового сина - вісімнадцятирічного Семі. Проте в їх сімейному житті настали важкі часи, і вони вирішили розлучитися.

## Зміст
Одружена пара, яка була на межі розриву, приголомшена новиною: їх 18-річний син влаштував масову стрілянину в коледжі, а потім застрелився.

## Ролі
| Актор          | Роль |
| -------------- | ---- |
| Майкл Шин      | -    |
| Марія Белло    | -    |
| Логан Соут     | -    |
| Кайл Галлнер   | -    |
| Брюс Френч     | -    |
| Остін Ніколс   | -    |
| Грегорі Елперт | -    |
| Дейдра Генрі   | -    |
| Келлі Керкленд | -    |
| Девід Ліппер   | -    |

## Знімальна група
- Режисер — Шоун Ку
- Сценарист — Майкл Армбрустер, Шоун Ку
- Продюсер — Лі Клей, Ерік Гозлан, Річард Габай
- Композитор — Тревор Морріс